# Orientogomphus
Genre
Orientogomphus est un genre de libellules asiatiques de la famille des Gomphidae (sous-ordre des Anisoptères, ordre des Odonates).

## Liste des espèces
Selon GBIF (7 mars 2025) :
- Orientogomphus aemulus (Lieftinck, 1937)
- Orientogomphus armatus Chao & Xu, 1987
- Orientogomphus circularis (Selys, 1894)
- Orientogomphus earnshawi (Fraser, 1924)
- Orientogomphus indicus (Lahiri, 1987)
- Orientogomphus minor (Laidlaw, 1931)
- Orientogomphus naninus (Förster, 1905)

## Systématique
Le nom valide complet (avec auteur) de ce taxon est Orientogomphus Chao (d) & Xu (d), 1987.

### Publication originale
- (zh) Chao Hsiu-fu et Xu Jian-fei, « [Descriptions of a new genus and species of gomphid dragonfly reared from nymph in Fujian Province, with notes on allied species (Gomphidae: Onychogomphinae)] », Journal of Fujian Agriculture, Chine, vol. 16, no 4,‎ 1987, p. 259–266.